# Herbert Mertin
Herbert Mertin, né le 29 avril 1958 à Temuco au Chili et mort le 21 février 2025 à Coblence, est un juriste et homme politique allemand, membre du Parti libéral-démocrate (FDP).
Il est ministre de la Justice de Land de Rhénanie-Palatinat de 1999 à 2006, puis à nouveau de 2016 à son décès.

## Biographie

### Formation et carrière
Il obtient son Abitur en 1978 à Linz am Rhein et entame des études de droit à l'université Johannes Gutenberg de Mayence et à l'université rhénane Frédéric-Guillaume de Bonn. Il passe son premier examen d'État en 1985, son deuxième en 1988 avant de s'établir comme avocat à Neuwied et à Coblence.

### Vie politique
Herbert Mertin rejoint le Parti libéral-démocrate (FDP) en 1983. Il est élu pour la première fois au Landtag de Rhénanie-Palatinat en 1996.
En 1999, le Ministre-Président Kurt Beck le nomme ministre de la Justice pour succéder au Peter Caesar, démissionnaire pour raisons de santé. Après les élections législatives du Land de Rhénanie-Palatinat en mars 2006, lors desquelles le SPD remporte la majorité absolue, Mertin perd son poste de ministre de la Justice et prend la présidence du groupe du FDP au Landtag de Rhénanie-Palatinat.
Il éveille l'attention des médias lors de la campagne électorale de décembre 2010 en conseillant à ses amis de faire campagne sans Guido Westerwelle, président fédéral du FDP.
Mertin est nommé tête de liste de son parti aux élections régionales de 2011, mais avec 4,2% le FDP échoue en passant sous la barre des cinq pour cent nécessaires pour entrer au parlement. Après le retour du FDP au Landtag aux élections suivantes, la ministre-présidente Malu Dreyer le nomme de nouveau ministre de la Justice dans le premier gouvernement d'une coalition "en feu tricolore" en Rhénanie-Palatinat en mai 2016 (Cabinet Dreyer II). Il est maintenu dans ses fonctions à la suite du renouvellement de la coalition en feu tricolore en 2021 au sein du cabinet Dreyer III puis Schweitzer à la suite de la démission de Malu Dreyer.
Il meurt le 21 février 2025 à la suite d'un malaise cardiaque en plein rendez-vous officiel à Coblence.